# Adriana Ampuero
Adriana Camila Ampuero Barrientos (Castro, 1986) es una política chilena egresada de derecho en la Pontificia Universidad Católica de Valparaíso, que fue elegida como miembro de la Convención Constitucional de Chile en representación del distrito N° 26 (provincias de Llanquihue, Chiloé y Palena) cargo que ejerce desde julio de 2021.

## Biografía
Es egresada de la carrera de derecho de la Universidad Católica de Valparaíso. En 2013 fundó el «Colectivo de Chilotes» en Valparaíso con el fin de visibilizar las problemáticas de la salud de Chiloé. En 2016 organizó junto a otros dirigentes de la «Coordinadora de Chilotes» en Latinoamérica para hacer público el conflicto social y medioambiental del llamado Mayo Chilote. En 2019, durante el estallido social fue dirigenta de la «Asamblea Social de Castro» desde donde impartió talleres a la ciudadanía ligados al proceso constituyente.

### Convencional constituyente
Presentó su candidatura a las elecciones de convencionales constituyentes como integrante de la lista «Insulares e Independientes». En la Convención Constitucional integra la comisión de Descentralización, Equidad y Justicia Territorial, donde fue elegida coordinadora de dicha instancia junto a Cristina Dorador.